# Ancoats

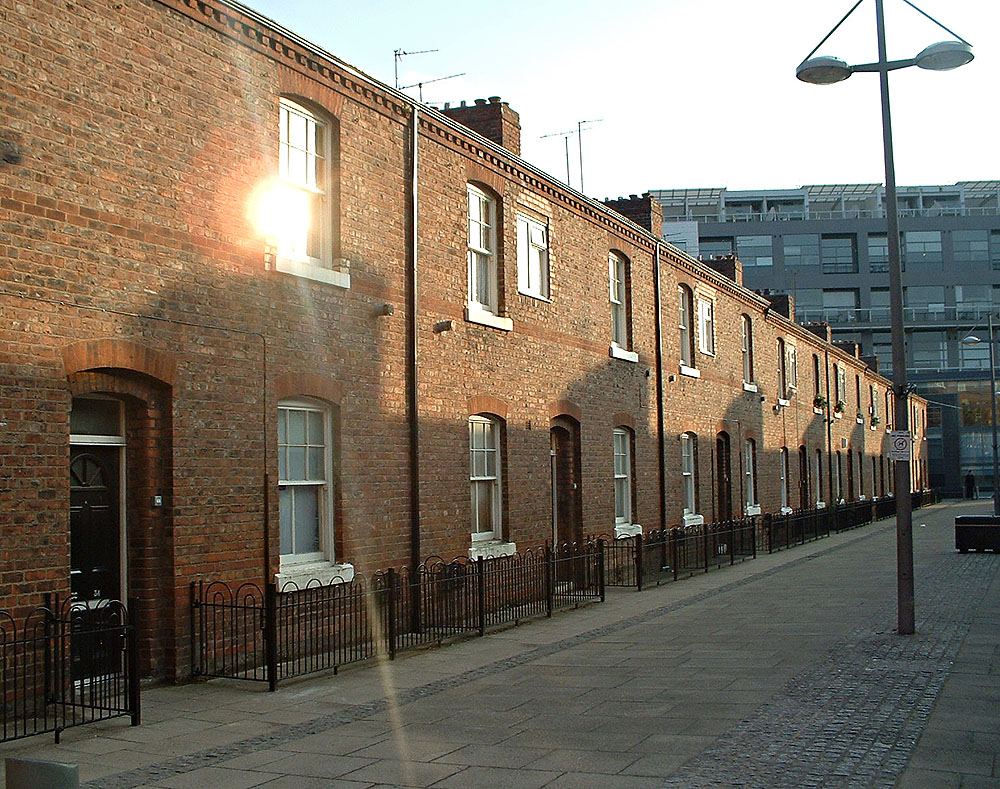
Ancoats est une ancienne cité industrielle transformée en zone résidentielle

Ancoats est un secteur de la ville de Manchester, dans le nord-ouest de l'Angleterre. 
Appartenant historiquement au Lancashire, Ancoats est l'un des berceaux de la révolution industrielle et est surnommée « la première banlieue industrielle du monde ». Pendant plusieurs années à partir du XVIIIe siècle, Ancoats est un district industriel florissant. Mais la zone souffre d'un fort déclin économique à partir des années 1930, et de dépopulation après la Seconde Guerre mondiale, particulièrement au cours des années 1960.
Depuis les années 1990, le patrimoine industriel d'Ancoats est reconnu, et avec la proximité du centre ville, cela conduit à la mise en place d'un plan de restructuration d'envergure. La partie sud de la banlieue est renommée New Islington, tandis que la partie nord conserve le nom d'Ancoats, centrant son développement nouveau autour du Daily Express Building (en).
Pour les élections locales, Ancoats fait partie de la division d'Ancoats and Clayton.